# مستنقعات دار فاطمة
مستنقعات دار فاطمة هي محمية طبيعة تقع في ولاية جندوية في الشمال الغربي التونسي وتقدر مساحتها بخمسة عشر هكتارا. وقع تصنيفها كمحمية طبيعية سنة 1993، و كموقع رامسر في 7 نوفمبر 2007.